# Вілт Чемберлейн
Вілт Чемберлейн (англ. Wilt Chamberlain; нар. 21 серпня 1936, Філадельфія — пом. 12 жовтня 1999, Лос-Анджелес) — американський баскетболіст, один з найкращих центрових в історії НБА.

## Кар'єра
Задрафтований: Philadelphia Warriors (у 1959 році).
Philadelphia Warriors (1959–1965), Philadelphia 76'ers [Архівовано 22 січня 2015 у Wayback Machine.] (1965–1968), LA Lakers [Архівовано 24 листопада 2005 у Wayback Machine.] (1968–1973).

## Показники
1045 — ігри;
0,540 — відсоток попадання кидків з гри;
0,511 — відсоток попадання штрафних кидків;
4643 — гольові передачі;
23924 — підбирання;
31419 — набрані очки.

## Рекорди
2 березня 1962 року, у матчі проти Нью-Йорк Нікс (New York Knicks) Вілт Чемберлейн встановив абсолютний рекорд з кількості набраних очок за гру — 100. Також, йому належить рекорд з кількості підбирань за гру — 55 та 23924 за кар'єру. Вілт є єдиним гравцем в історії НБА, який набрав 4000+ очок за сезон (1961-62). Того ж сезону він набирав в середньому 50,4 очки за гру, що також є рекордом ліги.[1]

## Нагороди
Найкращий новачок року в НБА (NBA Rookie of the Year) (1960 *), Чемпіон NBA (1967,72), Найцінніший гравець НБА (MVP season NBA) (1960,66,67,68), найкорисніший гравець фінальної серії плей-оф (1972) удостоєний честі опинитися в Залі Слави NBA (Naismith Memorial Basketball Hall of Fame1978), один з 50 найкращих баскетболістів НБА (1996).
- — Зазначений рік закінчення сезону, тобто в цій варіації сезон 1959-60.

## Коротка біографія
21 серпня 1936 — Вілтон Норманн Чемберлен народився у Філадельфії. Він був одним з дев'яти дітей в сім'ї. У дитинстві Вілт перехворів дуже серйозним захворюванням, але коли вступив до школи він був добре розвинений фізично і його тягнуло до багатьох видів спорту.
High School — Вілт вступив до школи Overbrook у Філадельфії. Він був хорошим легкоатлетом: добре стрибав в висоту, бігав на короткі відстані, метав ядро. Одна, як він сам потім зізнався: «Якщо ти живеш у Філадельфії, то вона затягує в баскетбол». Прийшовши в шкільну команду з баскетболу, Чемберлен відразу там виділявся за зростом і з перших же тренувань показав, що готовий роздавати за гру величезну кількість «блок-шотів». У першому ж сезоні в High School Чемберлен набирав за Oberbrook Panter's в середньому 31 очко за гру, і допоміг своїй команді виграти шкільну лігу Філадельфії, а також католицьку лігу Заходу.
У другому своєму сезоні Чемберлен встановлює рекорд результативності, набираючи в одній з ігор 71 очко. Другий сезон — друга перемога, і про можливу кар'єрі в NBA вже починають говорити різні тренери, які працюють у Філадельфії.
У третьому сезоні, Вілт тричі підвищував рекорд результативності — 74, 78 і, нарешті, 90 очок. Третій сезон — третя перемога в міському чемпіонаті. А також Чемберлен стає найрезультативнішим гравцем серед шкільних команд 2252 очка (37,4 у середньому за гру).
Зі шкільних часів за Вілтом закріпилося прізвисько Голіафа. Крім того, його часто називали «The Big Dipper» (Колесо Огляду)
College — У своєму заключному сезоні в Overbrook'e, до школи надійшли пропозиції від більш 200 коледжів по всій Америці, які запрошували Вілту вчиться у них. Серед них були Університет Каліфорнії у Лос-Анджелесі, Пенсильванський університет, Університет Нової Англії, Університет Канзасу і безліч інших. Свій же вибір Чемберлен зупинив на Університеті Канзасу, перейшовши по закінченні школи під заступництво тренера Фога Аллена.
3 грудня 1956 — новий центровий університету Канзасу дебютував на майданчику. Чемберлен набрав у своїй дебютній грі 55 очок і зробив 31 підбор, встановивши рекорд коледжів на століття.
1956-57 — дебютний сезон в NCAA складався вдаліше не буває. Канзас громив усіх, а статистика Чемберлена радувала око будь-якого любителя статистики. Канзас упевнено вийшов в Final Four, а там не склалося. Гра була програна університету Північної Кароліни Tar Heels, була програна в самій кінцівці, всього лише в одне очко. Сам же Вілт став найкориснішим гравцем фіналу чотирьох, проте особистий успіх не зміг скрасити гіркоту поразки. Вперше Чемберлен програв, програв не зважаючи на всю свою чудову статистику.
Окрім успіхів у баскетболі, Чемберлен протягом сезону вигравав змагання з легкої атлетики. На одному із змагань пробігши 100 метрів за 10,9 секунди. А вже у змаганнях зі стрибків у висоту серед коледжів йому взагалі рівних не було.
1957-58 — другий сезон у Чемберлена в NCAA не склався. Суперники, навчені гірким досвідом попереднього сезону, почали грати проти нього набагато жорсткіше. Після однієї з ігор, Чемберлен показав суддям руку, на плечі якої було аж два відбитка від зубів. Незважаючи ні на що, Вілт набирав в середньому за гру 30,1 очко, але це не допомогло його команді знову добитися перемоги. Єдине, чим Чемберлен міг задовольнятися — так це попаданням до символічної збірної чемпіонату.
1958–1959 — Harlem Globetrotters. Після невдалого сезону в NCAA Вілт вирішив стати професійним гравцем. Однак, в NBA він грати не міг, бо не закінчив коледж. І тут надійшла пропозиція від шоу-команди Harlem Globetrotters, яка колесила по Америки з баскетбольним шоу і була дуже популярна в ті роки. Так Вілт підписав контракт на 50 000 доларів на один сезон виступу в цьому колективі. У складі Мандрівників Вілт приїжджав у велике турне по СРСР, і був прийнятий (як і вся команда) самим Микитою Хрущовим.
12 жовтня 1999 року Вілт Чемберлейн, у віці 63 років, помер у своєму будинку в Лос-Анджелесі. Він вважається одним з найкращих баскетболістів в історії НБА.